# Jean-Daniel Forest
Pour les articles homonymes, voir Forest.
Jean-Daniel Forest, né le 24 décembre 1948 à Créteil et mort le 15 décembre 2011 à Paris, est un archéologue et préhistorien français, ancien pensionnaire de l’IFAPO (Institut français d'archéologie du Proche-Orient) et directeur de recherche au CNRS, spécialiste du Proche-Orient ancien. Il est aussi le frère de Jean-Claude Forest, créateur de Barbarella. Il a reçu en 2008 le prix spécial du jury du prix Clio pour l’ensemble de son œuvre. Son apport à l’archéologie et à la recherche en général est qualifié de considérable dans le milieu scientifique.

## Biographie
En 1967, après son baccalauréat littéraire, Jean-Daniel Forest étudie à l’UFR d’Histoire de l’art et d’Archéologie de Panthéon-Sorbonne, Centre Michelet, à Paris. En 1971, il obtient sa maitrise sur le thème de « L’ennemi vaincu dans la Mésopotamie du troisième millénaire » sous la direction de Marie-Thérèse Barrelet. Il s’inscrit en thèse sous la direction de Jean Deshayes, dont il rejoint l’équipe, la même année, sur le terrain de fouille d’une « terrasse haute » à Turang Tepe, en Iran,. 
En 1972, sur le conseil de Jean-Louis Huot, il se rend à l’École biblique et archéologique française de Jérusalem. En 1974, il fait son premier séjour en Irak, où il rejoint Diana Kirkbride à Umm Dabaghiyah. À l’automne de la même année, il participe, aux côtés de Jean-Louis Huot, aux premières missions de Larsa, surtout à Oueili où il s’épanouira jusqu’en 1987. Il est aussi nommé pensionnaire de l’IFAPO de Beyrouth. À Suse, en Iran, chez Jean Perrot, il rencontre puis épouse Chantal Foucault. De 1978 à 1980, il prend part aux fouilles de sauvetage du Djebel Hamrin, en Iraq,. La dernière année, il est recruté par le CNRS, événement à partir duquel il mène sa carrière d’archéologue de terrain jusqu’en 2009, en participant concomitamment à de féconds et abondants travaux de cabinet.
En 1981, il soutient sa thèse de doctorat « de troisième cycle », publiée en 1983 sous le titre « Les pratiques funéraires en Mésopotamie du Ve Millénaire au début du IIIe ». En 1993, il introduit une hypothèse au sujet de l’utilisation d’un concept de codification symbolique à Çatal Hüyük, en Anatolie (Turquie contemporaine), dans un article intitulé « Çatal Hüyük et son décor : pour le déchiffrement d'un code symbolique ». En 1994, il présente une HCR (habilitation à diriger des recherches) à partir de laquelle il publie, en 1996, un important ouvrage illustré intitulé « Mésopotamie, l’apparition de l’État, 7e–3e millénaires ». Dès lors, il anime aux côtés de Jean-Louis Huot l’enseignement de l’archéologie orientale, à travers des cours, des séminaires et des directions de maitrises et de thèses. 
Archéologue de terrain, il privilégie l’architecture pour conduire sa réflexion. Cependant, la fouille n’est pour lui qu’un moyen au bénéfice de cette réflexion et de l’interprétation des vestiges exhumés. Par ailleurs, il pense qu’il était indispensable d’étudier le fonctionnement des sociétés actuelles ou subactuelles comparables et plaide pour ce que l’on pourrait appeler une archéologie structurale. En 1999, il publie une synthèse de ses réflexions sur l’architecture monumentale mésopotamienne intitulée « Les premiers temples de Mésopotamie (4e – 3e millénaires) ». En 2002, il introduit de nouveau le concept de codification symbolique dans l’épopée, celle de Gilgamesh, considérée comme le premier conte, dont il pense avoir décrypté la récurrence au fil de l’histoire. En 2006, il donne une synthèse appréciée sur l’art mésopotamien des origines à la chute de Babylone de 539 av. J.-C., co-écrite avec Nathalie Gallois, sa seconde épouse. 
À ce stade de sa carrière, il désire revenir sur le terrain. À partir de 2006, avec l’aide de Régis Vallet, il se lance à nouveau dans la fouille, sur le site de Tell Feres, dont il adresse aux Annales Archéologiques Arabes Syriennes (AAAS) un article de synthèse sur les trois premières campagnes (2006-2008). L'année 2008, il reçoit le Prix spécial du jury du Prix Clio. En juin 2011, Jean-Daniel Forest est enfin promu Directeur de recherche au CNRS,. Il meurt le 15 décembre de la même année, à Paris.
Ses archives scientifiques sont déposées au Pôle archives de la Maison des Sciences de l’homme Mondes.

## Principales publications
- « Kheit Qasim I, un cimetière du début du 3e millénaire dans la vallée de Hamrin, Iraq », Paléorient, vol. 6,‎ 1980, p. 213-220
- « Aux origines de l'architecture obeidienne: les plans de type Samarra », Akkadica, Vol. 34, pp. 1-47, 1983.
- « Les pratiques funéraires en Mésopotamie, du 5e millénaire au début du 3e». Paris, ERC, 1983.
- « The Obeid 4 Architecture at Tell el 'Oueili », Sumer, Vol. XXXIX, pp. 20-23, 1983.
- « Second Season at Kheit Qasim, Hamrin », Sumer, Vol. XL, pp. 64-67, 1985.
- « The French Excavations at Kheit Qasim, Hamrin », Sumer, Vol. XL, pp. 107-114, 1985.
- « La grande architecture obeidienne: sa forme et sa fonction », in J.L. Huot Ed., Préhistoire de la Mésopotamie, Colloque international du CNRS, Paris, 17-19 décembre 1984, Paris, éd. du CNRS, pp. 385-423, 1987.
- « Khirbet Derak and Kutan: A Preliminary Report about the French Excavations in the Saddam Dam Area (1983-1984) », in Researches on the Antiquities of Saddam Dam Basin Salvage and Other Researches, Rep. of Iraq, Ministry of Culture and Information, State Organization of Antiquities and Heritage, Saddam Dam Basin Salvage Project, pp. 82-88, 1987.
- « Les Bevelled Rim Bowls. Nouvelle tentative d'interprétation », Akkadica, Vol. 53, pp. 1-24, 1987.
- « Les ‘jetons' non urukiens et l'échange des femmes », in E. Henrickson & I. Thuesen Eds., Upon this Foundation. The 'Ubaid reconsidered, Copenhagen, Museum Tusculanum Press, pp. 199-224, 1989.
- « L'architecture de la phase de 'Oueili Obeid 0. Travaux de 1983-1985 », in J.L. Huot Ed., Oueili. Travaux de 1985, Paris, ERC, pp. 17-158, 1991.
- « Le système de mesures de longueur obeidien, sa mise en œuvre, sa signification », Paléorient, Vol. 17/2, pp. 161-172, 1991.
- « L'archéologie et l'ethnologie ou la nécessité de mélanger les genres », in Ethnoarchéologie: justification, Problèmes, limites; XIIe Rencontres Internationales d'Archéologie et d'Histoire d'Antibes. Juan les Pins, Ed. APDCA, pp. 25-32, 1992.
- « Catal Hôyük et son décor: pour le déchiffrement d'un code symbolique". Anatolia Antiqua, Vol. Il, pp. 1-42, 1993.
- « Oueili et les origines de l'architecture obeidienne » in J.L. Huot Ed., Oueili, travaux de 1987 et 1989, ERC, Paris, pp. 141-150, 1993.
- « Le PPNB de Cayônü et de Nevali Cori: pour une approche archéo-ethnologique de la néolithisation du Proche-Orient", Anatolia Antiqua, Vol. IV, pp. 1-31, 1996.
- « Les pseudo-temples de la Diyala, ou le contrôle de la population urbaine au Dynastique Archaïque », in H. Gasche et B. Hrouda Eds., Collectanea Orientalia, Histoire, arts de l'espace et industrie de la terre, Etudes offertes en hommage à Agnès Spycket. Civilisations du Proche-Orient, Série I. Archéologie et environnement, Vol. 3, pp. 97-111, 1996.
- « Mésopotamie. L'apparition de l'Etat, 4e–3e Millénaires », Paris, Ed. Paris-Méditerranée, Coll. Grandes civilisations. (trad. it, Mesopotamia. L'invenzione dello stato, VII-III Millennio. Milano, Jaca Book.), 1996.
- « Maison, maisonnée et structure sociale en Mésopotamie préhistorique (6e–4e millénaires) », Al Rafidan, Vol. XVIII, pp. 81-91, 1997.
- « L'habitat urukien du Djebel Aruda, approche fonctionnelle et arrière-plans symboliques », in C. Castel, M. al Magdissi et F. Villeneuve Eds., Les maisons dans la Syrie antique du IIIe millénaire aux débuts de l’Islam, Actes du Colloque International, Damas, 27-30 juin 1992. IFAPO - Beyrouth, pp. 217-33, 1997.
- « Les premiers temples de Mésopotamie (4e et 3e millénaires) », BAR International Series 765, Oxford, 1999.
- « Les jeux de l'adoption et de l'adaptation : l'emprunt de modèles architecturaux à la Mésopotamie du lVe millénaire » in F. Braemer, S. Cleuziou et A. Coudart Eds, Habitat et société (XIXe Rencontres internationales d'Archéologie et d'Histoire d'Antibes. Ed. APDCA, Antibes, pp. 167-179, 1999.
- « De l’anecdote à la structure: l'habitat de la culture de Gawra et la chefferie nord-mésopotamienne » in C. Breniquet et C. Kepinski Eds, Etudes mésopotamiennes — Recueil de textes offert à Jean-Louis Huot, Paris, ERC, pp. 177-196, 2001.
- « L'Epopée de Gilgamesh et sa postérité — introduction au langage symbolique », Paris, Ed. Paris-Méditerranée, 2002.
- « Catal Hôyük et son décor. Pour le déchiffrement d’un code symbolique », in J. Guilaine ed., Arts et symboles du Néolithique à la Protohistoire, Paris, Errance, pp. 41-58, 2003.
- « The Ninevite 5 Culture : Its Nature and its Origins », in E. Rova & H. Weiss eds., The origins of North Mesopotamian Civilization: Ninevite 5 Chronology, Economy, Society, Subartu, Vol. IX, Turnhout, Brepols, pp. 563-84, 2003.
- « The state: the process of state formation as seen from Mesopotamia », in R. Bernbeck and S. Pollock Eds, Archaeology of the Middle East — Critical Perspectives, Malden, MA (USA), Oxford (UK), Carlton (Australia), Blackwell Publishing, pp. 184-206, 2005.